# Heliconia colgantea
Heliconia colgantea é uma espécie de planta com flor pertencente à família das heliconáceas, que inclui o gênero Heliconia. É nativa do sul da América Central, com distribuição desde a Costa Rica ao Panamá. É uma das em torno de quarenta espécies de helicônia com distribuição em florestas tropicais pluviais.

## Descrição
Heliconia colgantea, assim como outras pertencentes à família das heliconáceas, é uma espécie de planta herbácea perene com rizomas simpodiais, conhecida por ser vegetativamente e visualmente semelhante à uma bananeira, caracterizando-se pelo pecíolo e uma lâmina em um único plano, em disposição dística. Essas plantas são relativamente grandes em relação à outras angiospermas monocotiledóneas, podendo atingir entre os 2,5 aos 3 metros de comprimento. As inflorescências apresentam cerca de 70 centímetros de comprimento, com seis a onze brácteas dispostas em espiral, estas comumente de coloração rosa até o rosa-avermelhado; com o centro da inflorescência de cor rosa-escura em que vai clareando conforme mais perto das extremidades. Os seus verticilos possuem em torno de 15 a 20 flores cada, enquanto periantos possuem a coloração amarelada e textura levemente peluda, assim como os frutos e as inflorescências.

## Distribuição e habitat
Esta espécie possui distribuição centro-americana e se distribui desde a Costa Rica, seguindo ao Panamá, com alguns estudos atribuindo ao norte da Colômbia uma área de distribuição, embora os registros sejam mínimos. Os principais habitats desta planta são as florestas tropicais úmidas e pluviais neotropicais, assim como a maioria das espécies de Heliconia. Podem ser encontradas em altitudes variando entre 150 e 1700 metros acima do nível do mar.

## Sistemática e taxonomia
É uma espécie monotípica, não estando reconhecida nenhuma subespécie para H. colgantea. Esta planta foi descrita originalmente em 1979, pelo naturalista e botânico Gilbert S. Daniels em uma colaboração com o observador de aves e pesquisador Frank Gary Stiles que descobririam a planta através de documentação anterior de Robert Roy Smith, que descreveria no ano de 1975, a espécie Heliconia clinophila.